# Írógép

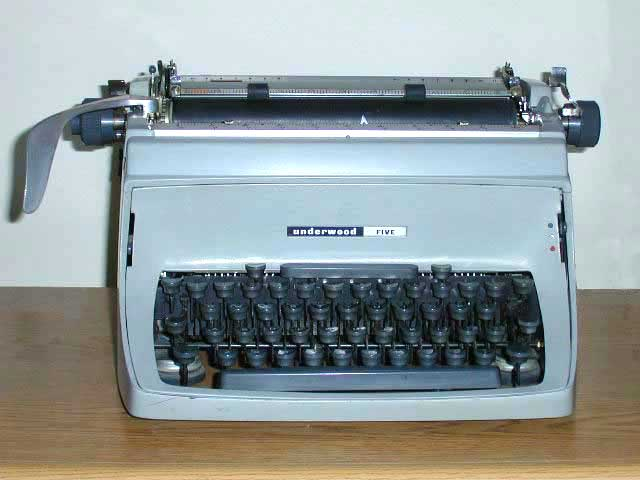
Mechanikus írógép

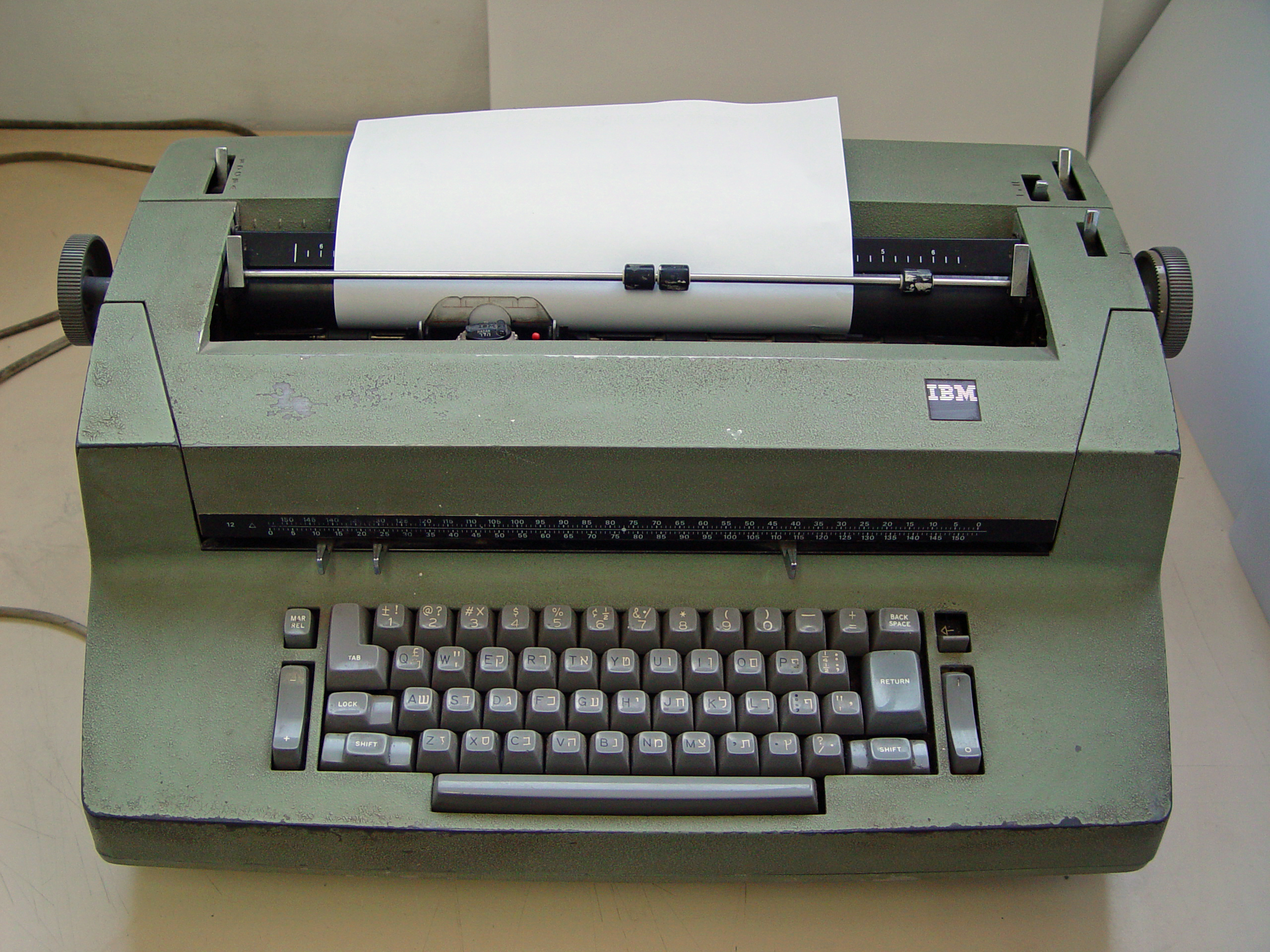
IBM gyártmányú elektromos írógép

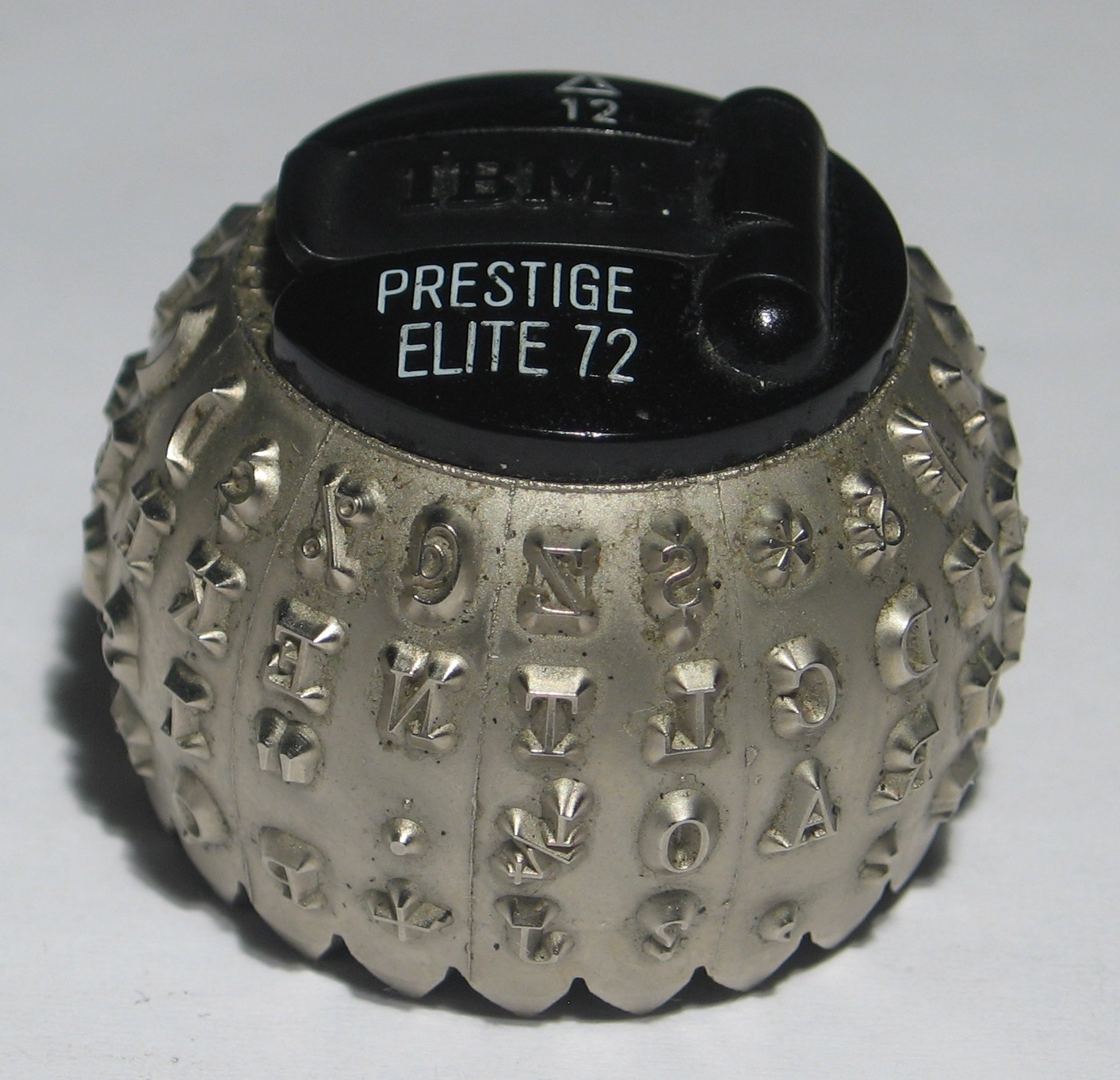
Az IBM által bevezetett ún. „golflabda-” vagy gömbfej (IBM Selectric)

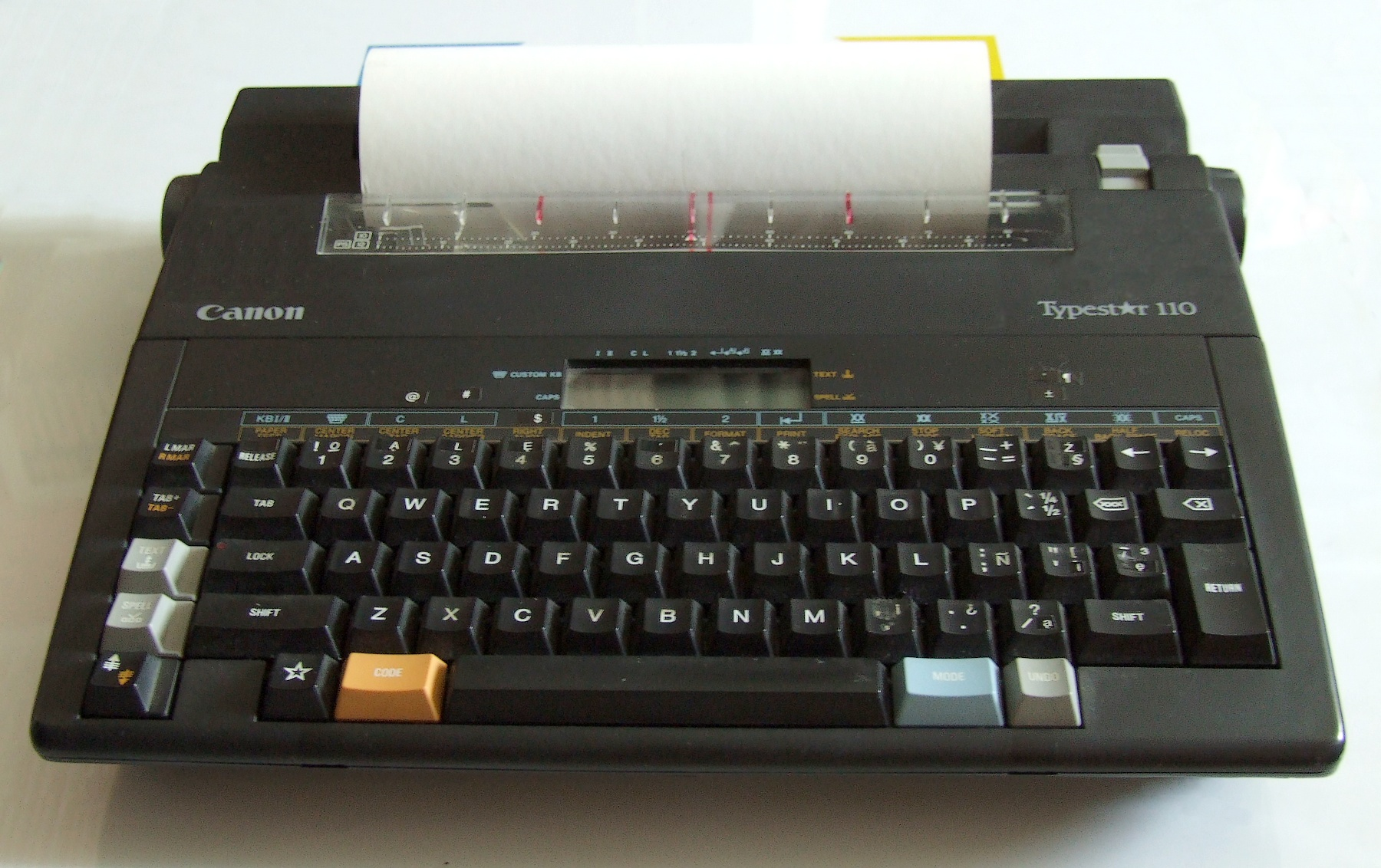
Canon Typestar 110 típusú elektronikus írógép 1989-ből

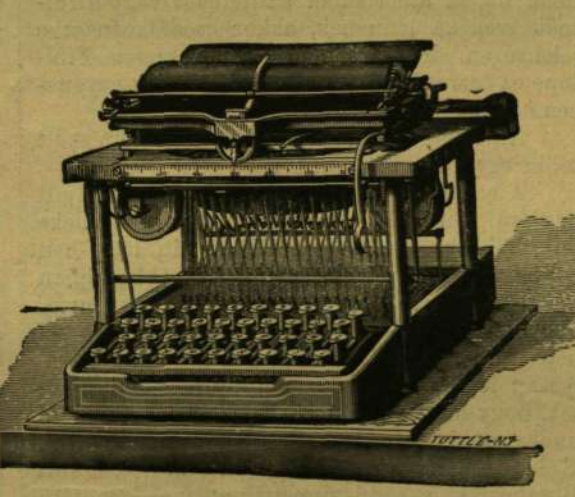
Írógép (19. sz.)

Az írógép olyan mechanikus, elektromechanikus vagy elektronikus szerkezet, amely billentyűinek megnyomására betűket nyomtat közvetlenül egy papírlapra.
A szerkezettel dolgozó személyt gépírónak, gépírónőnek vagy gépelőnek nevezték.

## Története
Az első írógépek olyképpen voltak szerkesztve, hogy egy emeltyűrúdon voltak az egyes betűk és jelek a nyomdai betűk módjára kivésve és a rudat kellett egy nyíláshoz előre-hátra mozgatni aszerint, amilyen betűt akartak lenyomtatni. Később kör alakú lemezt használtak, melyen épp úgy voltak a betűk alkalmazva, mint az előbbin és egy fogantyúval kellett a lemezt az írónyíláshoz forgatni. A betűváltó (Shift billentyű) először egy 1878-as Remington modellen jelent meg, azt megelőzően csupa nagybetűs írásmódot használtak.
A 20. század nagy részében az írógépek elengedhetetlen eszközei voltak az irodáknak, hivataloknak és sok – ha nem a legtöbb – hivatásos írónak, egészen addig, amíg az 1980-as években előbb a szövegszerkesztő gépek, majd a számítógépek és a dokumentumszerkesztő programok át nem kezdték venni az írógépek feladatait. A fejlődő országokban azonban az írógépek ma is nagy népszerűségnek örvendenek.
Az írógépekre alakították ki a ma is leggyakrabban használatos QWERTY-típusú billentyűzetkiosztást. Ezt az írógépek mechanikájához szabták, amelyben az egymás mellett lévő billentyűk egymás után lenyomva összeakadhattak. A billentyűk elhelyezésekor tehát olyan elrendezést igyekeztek kialakítani, amelyben a gyakran egymás után következő betűk egymástól nagyobb távolságra vannak a billentyűzeten. A számítógépes billentyűzetek eltérő működése miatt ma már erre nem lenne szükség, eddig azonban egyik reformkísérlet eredménye sem vált olyan elterjedtté, mint az eredeti billentyűzetkiosztás.
2006-ban a következő cégek gyártottak írógépeket és kiegészítőket: Smith Corona, Olivetti, Adler-Royal, Olympia Business Systems, Brother Industries és Nakajima. Ezek közül mechanikus írógépet már csak az Olivetti gyárt, az összes többi cég már csak elektromos vagy elektromechanikus kivitelűt.
A régebbi típusú írógépek könyökkaros betűkar-szerkezetűek (Wagner rendszerűek) voltak, melyeknél nagybetűk írásakor az írógépkocsi hengere felemelkedett. A korszerű írógépek esetében a betűkarszerkezet csuklós, vagyis nagybetűk írásakor a betűkosár lesüllyed: ma már az írógépet gyártó országokban kizárólag ilyen felépítésű típusokat állítanak elő.

## Külső hivatkozások
- Kis írógép-történelem Archiválva 2012. március 23-i dátummal a Wayback Machine-ben
- Azt hiszi, tud írógépen írni? (cikk az Indexen egy webes írógépszimulátorról, 2016. július 12.), közvetlen link
- Antique Typewriter Collecting, History & Resources for the Collector
- Antique Typewriters, The Martin Howard Collection
- The Classic Typewriter Page
- Barbara Blackburn, the World's Fastest Typist
- Museum of Typewriters and Calculators at the Finnish Business College
- The Boston Typewriter Orchestra
- The Virtual Typewriter Museum